# Wear Sunscreen
"Wear Sunscreen" (em português Use Filtro Solar) é o nome comum de uma obra chamada "Advice, like youth, probably just wasted on the young" (em português "Conselhos, assim como a juventude, provavelmente desperdiçados pelos jovens") escrita por Mary Schmich e publicada no Chicago Tribune como uma coluna no dia 1 de julho 1997.
Em seu livreto epônimo, lançado no Brasil pela editora Sextante, a escritora explica como nasceu seu texto. Conta ela que, sem inspiração para escrever sua crônica como colaboradora do Chicago Tribune, pôs-se a caminhar pelo Central Park, na cidade estadunidense de Nova York, e vendo as pessoas tomando Sol, perguntou a si mesma se estavam usando filtro solar. Seus pensamentos começaram a viajar e a jornalista se viu discursando para uma turma de formandos e aconselhando-os.
Por conta de seu discurso emocional, o texto acabou viralizando nos e-mails no final dos anos 1990. De acordo com a própria Mary Schmich, o discurso ganhou o mundo pela Internet e a ele se atribuíram muitos autores, menos ela.
A forma mais conhecida deste discurso, porém, é uma música gravada em 1997, intitulada "Everybody's Free (To Wear Sunscreen)", produzida pelo cineasta australiano Baz Luhrmann. Narrado em forma de Spoken word pelo dublador australiano Lee Perry, e usando um sample de "Everybody's Free", da cantora africana Rozalla (com o refrão cantado por Quindon Tarver) - canção esta que Luhrmann usou em seu filme Romeo + Juliet - "Everybody's Free (To Wear Sunscreen)" foi sucesso internacional, chegando ao primeiro lugar no Reino Unido e Irlanda. No mesmo ano a agência de publicidade DDB produziu um vídeo com o single.
No Brasil, a obra foi adaptada por Fernando Castro. Intitulada "O Filtro Solar", ela foi narrada, também em forma de spoken word, por Pedro Bial, e foi lançada em 2003, com um vídeo produzido pela DM9DDB. Este vídeo ganhou destaque após ser exibido no último Fantástico daquele ano. Tal qual a versão original, a versão brasileira se tornou um sucesso radiofônico em 2004. A faixa é distribuída como single pela Sony Music Brasil.

## Single "Everybody's Free (To Wear Sunscreen)"
Everybody's Free (To Wear Sunscreen) foi o primeiro e único single do álbum Something for Everybody, de Baz Luhrmann.

### Faixas do Single
1. "Everybody's Free (To Wear Sunscreen)" (Edit) – 5:05
2. "Everybody's Free (To Wear Sunscreen)" (Geographic's Factor 15+ Mix) – 4:42
3. "Love Is in the Air" (Fran Mix) performed by John Paul Young – 4:30

### Desempenho nas Paradas Musicais
| Parada Musical (1998–99)                       | Desempenho |
| ---------------------------------------------- | ---------- |
| Australia (ARIA)                               | 65         |
| Bélgica (Ultratop 50 de Flandres)              | 31         |
| Canada Adult Contemporary Tracks (RPM)         | 1          |
| Canada Top Singles (RPM)                       | 11         |
| O campo songid é OBRIGATÓRIO PARA PARADA ALEMÃ | 44         |
| Ireland (IRMA)                                 | 1          |
| Países Baixos (Dutch Top 40)                   | 29         |
| Noruega (VG-lista)                             | 8          |
| Suécia (Sverigetopplistan)                     | 15         |
| Suíça (Schweizer Hitparade)                    | 36         |
| Reino Unido (UK Singles Chart)                 | 1          |
| Estados Unidos (Billboard Adult Top 40)        | 10         |
| Estados Unidos (Billboard Hot 100)             | 45         |
| US (Billboard Hot 100 Airplay)                 | 24         |
| Estados Unidos (Billboard Mainstream Top 40)   | 17         |

### Certificações
| Região | Certificação | Vendagem |
| ------ | ------------ | -------- |
| (BPI)  | ouro         | 400,000^ |